# Free2Move
Free2Move est une entreprise française basée à Paris et fondée en 2016, offrant un service d'autopartage dans 16 villes dans le monde, notamment à Washington D.C., Paris ou encore Berlin.

## Histoire

### 2016: création par PSA
Le 28 septembre 2016, Carlos Tavares, PDG du Groupe PSA, annonce le lancement de Free2Move. Cette nouvelle marque fédère, au moyen d'une plate-forme, l'ensemble des services de nouvelles mobilités pour satisfaire les différents besoins de déplacement de ses 15 millions de clients.

### 2017: rachat de TravelCar et implantation aux États-Unis
En 2017, PSA acquiert 22% de la start-up française TravelCar, fondée par Ahmed Mhiri, avant de monter à 99% en 2019, l'intégrant à Free2Move en 2020. La même année, PSA reprend l'intégralité des parts de GHM Mobile Development détenues dans la start-up allemande CarJump, qui développe une application de solutions d'autopartage. Son directeur, Michel Stumpe, est conservé à la gestion de l'application, intégrée à Free2Move. 
Le 25 octobre 2018, PSA officialise son retour aux États-Unis avec le lancement de Free2Move à Washington. En attendant que les véhicules du groupe soient homologués, le service proposera des voitures de la marque Chevrolet. L'Allemand Michel Stumpe est nommé à la tête de la division « Carsharing Solutions » de PSA North America.

### 2022: rachat de Share Now
En 2020, Free2Move compte près 1,2 million de clients dans le monde et est présente de 170 pays. En 2022, Stellantis acquiert Share Now (anciennement Car2go et DriveNow), le leader européen du secteur formé par BMW et Mercedes-Benz, accusant de lourdes pertes. La société est progressivement intégrée à Free2Move,.